# ヒース・フィルマイヤー
ヒース・デボン・フィルマイヤー（Heath Devon Fillmyer, 1994年5月16日 - ）は、アメリカ合衆国ニュージャージー州バーリントン郡ロービング出身のプロ野球選手（投手）。右投右打。現在は、フリーエージェント（FA）。

## 経歴

### プロ入り前
2013年のMLBドラフト28巡目（全体829位）でコロラド・ロッキーズから指名されたが、この時は入団しなかった。

### プロ入りとアスレチックス傘下時代
2014年のMLBドラフト5巡目（全体162位）でオークランド・アスレチックスから指名され、プロ入り。契約後、傘下のルーキー級アリゾナリーグ・アスレチックスでプロデビュー。6試合に登板して1勝0敗、防御率2.79、10奪三振を記録した。
2015年はA級ベロイト・スナッパーズでプレーし、23試合（先発22試合）に登板して3勝13敗、防御率4.98、77奪三振を記録した。
2016年はA+級ストックトン・ポーツとAA級ミッドランド・ロックハウンズでプレーし、2球団合計で26試合（先発24試合）に登板して7勝6敗、防御率3.29、118奪三振を記録した。
2017年はAA級ミッドランドでプレーし、29試合に先発登板して11勝5敗、防御率3.49、115奪三振を記録した。オフの11月20日にルール・ファイブ・ドラフトでの流出を防ぐために40人枠入りした。

### ロイヤルズ時代
2018年1月29日にブランドン・モス、ライアン・バクターとのトレードで、ジェシー・ハンと共にカンザスシティ・ロイヤルズへ移籍した。
2018年の開幕は傘下のAAA級オマハ・ストームチェイサーズで迎えた。6月19日にメジャー初昇格し、24日のヒューストン・アストロズ戦でメジャーデビュー。この年メジャーでは17試合（先発13試合）に登板して4勝2敗、防御率4.26、57奪三振を記録した。
2019年は12試合（先発3試合）に登板して0勝2敗、防御率8.06、15奪三振を記録した。
2020年1月22日にアレックス・ゴードンの再契約に伴ってDFAとなり、29日にマイナー契約でAAA級オマハへ配属された。8月18日に自由契約となった。

## 投球スタイル
フォーシームが投球の約半分を占めており、変化球ではスライダー、チェンジアップ、カーブを投げる。ツーシームも持つが、滅多に投げない。

## 詳細情報

### 年度別投手成績
| 年 度    | 球 団    | 登 板 | 先 発 | 完 投 | 完 封 | 無 四 球 | 勝 利 | 敗 戦 | セ 丨 ブ | ホ 丨 ル ド | 勝 率 | 打 者 | 投 球 回 | 被 安 打 | 被 本 塁 打 | 与 四 球 | 敬 遠 | 与 死 球 | 奪 三 振 | 暴 投 | ボ 丨 ク | 失 点 | 自 責 点 | 防 御 率 | W H I P |
| -------- | -------- | ----- | ----- | ----- | ----- | -------- | ----- | ----- | -------- | ----------- | ----- | ----- | -------- | -------- | ----------- | -------- | ----- | -------- | -------- | ----- | -------- | ----- | -------- | -------- | ------- |
| 2018     | KC       | 17    | 13    | 0     | 0     | 0        | 4     | 2     | 0        | 0           | .667  | 344   | 82.1     | 78       | 11          | 32       | 0     | 2        | 57       | 3     | 1        | 41    | 39       | 4.26     | 1.34    |
| 2019     | KC       | 12    | 3     | 0     | 0     | 0        | 0     | 2     | 0        | 1           | .000  | 109   | 22.1     | 28       | 6           | 12       | 0     | 3        | 15       | 1     | 0        | 20    | 20       | 8.06     | 1.79    |
| MLB：2年 | MLB：2年 | 29    | 16    | 0     | 0     | 0        | 4     | 4     | 0        | 1           | .500  | 453   | 104.2    | 106      | 17          | 44       | 0     | 5        | 72       | 4     | 1        | 61    | 59       | 5.07     | 1.43    |

- 2019年度シーズン終了時

### 年度別守備成績
| 年 度 | 球 団 | 投手（P） | 投手（P） | 投手（P） | 投手（P） | 投手（P） | 投手（P） |
| 年 度 | 球 団 | 試 合     | 刺 殺     | 補 殺     | 失 策     | 併 殺     | 守 備 率  |
| ----- | ----- | --------- | --------- | --------- | --------- | --------- | --------- |
| 2018  | KC    | 17        | 4         | 5         | 0         | 0         | 1.000     |
| 2019  | KC    | 12        | 0         | 3         | 0         | 0         | 1.000     |
| MLB   | MLB   | 29        | 4         | 8         | 0         | 0         | 1.000     |

- 2019年度シーズン終了時

### 背番号
- 49（2018年 - 2019年）